# Kepler-186f
Kepler-186f är en exoplanet lik jorden som kretsar runt sin röda moderstjärna Kepler-186 i stjärnbilden                                            Svanen. Den är enligt astronomer den bästa kandidaten för en beboelig planet som hittats per 2014.
Planeten har upptäckts med hjälp av NASA:s Keplerteleskop och cirkulerar 500 ljusår från jorden.
Den är runt 10 procent större än jorden, men än vet man inte dess massa eller densitet. Den kan mycket väl innehålla flytande vatten, eftersom den ligger i den yttre kanten av den beboeliga zonen runt sin stjärna. Detta är den första planeten man har hittat i den beboeliga zonen som har ungefär samma storlek som Jorden. Placeringen gör att hav, floder och sjöar kan finnas utan att frysa fast av kyla eller ånga bort av värme. Kepler-186f kallas ofta "Jordens kusin" på grund av sina likheter med Jorden. Forskare vet dock inte vad dess atmosfär består av. 
Planeten tros vara stenig natur. 
För Kepler-186f tar det 130 dagar att rotera runt sin sol. Planeten och dess solsystem ligger 490 ljusår bort från vår sol och är en av fem planeter i Kepler-186.